# Paprotniki
Paprotniki (Pteridophyta) – historyczny takson w randze gromady (typu), który stosowany był w dawnych systemach klasyfikacyjnych roślin naczyniowych. Paprotniki wyróżnione były w systemach Augusta Wilhelma Eichlera z 1883, Adolfa Englera z 1892, a po raz ostatni wymieniane były jako takson w latach 90. XX wieku (wznawiany podręcznik botaniki Strasburgera z 1991). Spośród roślin współczesnych do grupy tej zaliczano widłaki, skrzypy, psylotowe i paprocie. Obecnie wiadomo, że grupa ta w takim ujęciu ma charakter parafiletyczny. W miejsce dawnych paprotników wyróżnia się odrębne ww. linie rozwojowe roślin, opisywane zwykle w randze gromad, podgromad lub klas. Nazwa "paprotniki" stosowana jest często zwyczajowo, a nie taksonomicznie, w podobnym jak niegdyś znaczeniu, w odniesieniu do roślin zarodnikowych, u których pokoleniem dominującym jest sporofit i które osiągnęły podobnie wysoki poziom budowy i rozwoju. 

## Pozycja filogenetyczna paprotników
Fragment drzewa filogenetycznego obejmujący taksony zaliczane dawniej do paprotników (nazwy wytłuszczone):
|  | skrzypowe (Equisetopsida)                                                                  |
|  |                                                                                            |
|  | \| \| strzelichowe (Marattiopsida) \| \| \| \| \| \| paprociowe (Pteridopsida) \| \| \| \| |
|  |                                                                                            |
|  | strzelichowe (Marattiopsida)                                                               |
|  |                                                                                            |
|  | paprociowe (Pteridopsida)                                                                  |
|  |                                                                                            |

|  | strzelichowe (Marattiopsida) |
|  |                              |
|  | paprociowe (Pteridopsida)    |
|  |                              |

|  | skrzypowe (Equisetopsida)                                                                  |
|  |                                                                                            |
|  | \| \| strzelichowe (Marattiopsida) \| \| \| \| \| \| paprociowe (Pteridopsida) \| \| \| \| |
|  |                                                                                            |
|  | strzelichowe (Marattiopsida)                                                               |
|  |                                                                                            |
|  | paprociowe (Pteridopsida)                                                                  |
|  |                                                                                            |

|  | strzelichowe (Marattiopsida) |
|  |                              |
|  | paprociowe (Pteridopsida)    |
|  |                              |

|  | skrzypowe (Equisetopsida)                                                                  |
|  |                                                                                            |
|  | \| \| strzelichowe (Marattiopsida) \| \| \| \| \| \| paprociowe (Pteridopsida) \| \| \| \| |
|  |                                                                                            |
|  | strzelichowe (Marattiopsida)                                                               |
|  |                                                                                            |
|  | paprociowe (Pteridopsida)                                                                  |
|  |                                                                                            |

|  | strzelichowe (Marattiopsida) |
|  |                              |
|  | paprociowe (Pteridopsida)    |
|  |                              |

|  | skrzypowe (Equisetopsida)                                                                  |
|  |                                                                                            |
|  | \| \| strzelichowe (Marattiopsida) \| \| \| \| \| \| paprociowe (Pteridopsida) \| \| \| \| |
|  |                                                                                            |
|  | strzelichowe (Marattiopsida)                                                               |
|  |                                                                                            |
|  | paprociowe (Pteridopsida)                                                                  |
|  |                                                                                            |

|  | strzelichowe (Marattiopsida) |
|  |                              |
|  | paprociowe (Pteridopsida)    |
|  |                              |

|  | skrzypowe (Equisetopsida)                                                                  |
|  |                                                                                            |
|  | \| \| strzelichowe (Marattiopsida) \| \| \| \| \| \| paprociowe (Pteridopsida) \| \| \| \| |
|  |                                                                                            |
|  | strzelichowe (Marattiopsida)                                                               |
|  |                                                                                            |
|  | paprociowe (Pteridopsida)                                                                  |
|  |                                                                                            |

|  | strzelichowe (Marattiopsida) |
|  |                              |
|  | paprociowe (Pteridopsida)    |
|  |                              |

|  | skrzypowe (Equisetopsida)                                                                  |
|  |                                                                                            |
|  | \| \| strzelichowe (Marattiopsida) \| \| \| \| \| \| paprociowe (Pteridopsida) \| \| \| \| |
|  |                                                                                            |
|  | strzelichowe (Marattiopsida)                                                               |
|  |                                                                                            |
|  | paprociowe (Pteridopsida)                                                                  |
|  |                                                                                            |

|  | strzelichowe (Marattiopsida) |
|  |                              |
|  | paprociowe (Pteridopsida)    |
|  |                              |

|  | skrzypowe (Equisetopsida)                                                                  |
|  |                                                                                            |
|  | \| \| strzelichowe (Marattiopsida) \| \| \| \| \| \| paprociowe (Pteridopsida) \| \| \| \| |
|  |                                                                                            |
|  | strzelichowe (Marattiopsida)                                                               |
|  |                                                                                            |
|  | paprociowe (Pteridopsida)                                                                  |
|  |                                                                                            |

|  | strzelichowe (Marattiopsida) |
|  |                              |
|  | paprociowe (Pteridopsida)    |
|  |                              |

|  | skrzypowe (Equisetopsida)                                                                  |
|  |                                                                                            |
|  | \| \| strzelichowe (Marattiopsida) \| \| \| \| \| \| paprociowe (Pteridopsida) \| \| \| \| |
|  |                                                                                            |
|  | strzelichowe (Marattiopsida)                                                               |
|  |                                                                                            |
|  | paprociowe (Pteridopsida)                                                                  |
|  |                                                                                            |

|  | strzelichowe (Marattiopsida) |
|  |                              |
|  | paprociowe (Pteridopsida)    |
|  |                              |

|  | skrzypowe (Equisetopsida)                                                                  |
|  |                                                                                            |
|  | \| \| strzelichowe (Marattiopsida) \| \| \| \| \| \| paprociowe (Pteridopsida) \| \| \| \| |
|  |                                                                                            |
|  | strzelichowe (Marattiopsida)                                                               |
|  |                                                                                            |
|  | paprociowe (Pteridopsida)                                                                  |
|  |                                                                                            |

|  | strzelichowe (Marattiopsida) |
|  |                              |
|  | paprociowe (Pteridopsida)    |
|  |                              |

|  | skrzypowe (Equisetopsida)                                                                  |
|  |                                                                                            |
|  | \| \| strzelichowe (Marattiopsida) \| \| \| \| \| \| paprociowe (Pteridopsida) \| \| \| \| |
|  |                                                                                            |
|  | strzelichowe (Marattiopsida)                                                               |
|  |                                                                                            |
|  | paprociowe (Pteridopsida)                                                                  |
|  |                                                                                            |

|  | strzelichowe (Marattiopsida) |
|  |                              |
|  | paprociowe (Pteridopsida)    |
|  |                              |

|  | skrzypowe (Equisetopsida)                                                                  |
|  |                                                                                            |
|  | \| \| strzelichowe (Marattiopsida) \| \| \| \| \| \| paprociowe (Pteridopsida) \| \| \| \| |
|  |                                                                                            |
|  | strzelichowe (Marattiopsida)                                                               |
|  |                                                                                            |
|  | paprociowe (Pteridopsida)                                                                  |
|  |                                                                                            |

|  | strzelichowe (Marattiopsida) |
|  |                              |
|  | paprociowe (Pteridopsida)    |
|  |                              |

|  | skrzypowe (Equisetopsida)                                                                  |
|  |                                                                                            |
|  | \| \| strzelichowe (Marattiopsida) \| \| \| \| \| \| paprociowe (Pteridopsida) \| \| \| \| |
|  |                                                                                            |
|  | strzelichowe (Marattiopsida)                                                               |
|  |                                                                                            |
|  | paprociowe (Pteridopsida)                                                                  |
|  |                                                                                            |

|  | strzelichowe (Marattiopsida) |
|  |                              |
|  | paprociowe (Pteridopsida)    |
|  |                              |

|  | skrzypowe (Equisetopsida)                                                                  |
|  |                                                                                            |
|  | \| \| strzelichowe (Marattiopsida) \| \| \| \| \| \| paprociowe (Pteridopsida) \| \| \| \| |
|  |                                                                                            |
|  | strzelichowe (Marattiopsida)                                                               |
|  |                                                                                            |
|  | paprociowe (Pteridopsida)                                                                  |
|  |                                                                                            |

|  | strzelichowe (Marattiopsida) |
|  |                              |
|  | paprociowe (Pteridopsida)    |
|  |                              |

|  | skrzypowe (Equisetopsida)                                                                  |
|  |                                                                                            |
|  | \| \| strzelichowe (Marattiopsida) \| \| \| \| \| \| paprociowe (Pteridopsida) \| \| \| \| |
|  |                                                                                            |
|  | strzelichowe (Marattiopsida)                                                               |
|  |                                                                                            |
|  | paprociowe (Pteridopsida)                                                                  |
|  |                                                                                            |

|  | strzelichowe (Marattiopsida) |
|  |                              |
|  | paprociowe (Pteridopsida)    |
|  |                              |

|  | skrzypowe (Equisetopsida)                                                                  |
|  |                                                                                            |
|  | \| \| strzelichowe (Marattiopsida) \| \| \| \| \| \| paprociowe (Pteridopsida) \| \| \| \| |
|  |                                                                                            |
|  | strzelichowe (Marattiopsida)                                                               |
|  |                                                                                            |
|  | paprociowe (Pteridopsida)                                                                  |
|  |                                                                                            |

|  | strzelichowe (Marattiopsida) |
|  |                              |
|  | paprociowe (Pteridopsida)    |
|  |                              |

|  | skrzypowe (Equisetopsida)                                                                  |
|  |                                                                                            |
|  | \| \| strzelichowe (Marattiopsida) \| \| \| \| \| \| paprociowe (Pteridopsida) \| \| \| \| |
|  |                                                                                            |
|  | strzelichowe (Marattiopsida)                                                               |
|  |                                                                                            |
|  | paprociowe (Pteridopsida)                                                                  |
|  |                                                                                            |

|  | strzelichowe (Marattiopsida) |
|  |                              |
|  | paprociowe (Pteridopsida)    |
|  |                              |

## Cechy wspólne
Przyczyną łączenia w jeden takson różnych linii rozwojowych roślin było podobieństwo ich cyklów rozwojowych. Gametofit jest rośliną samodzielną (zieloną lub żyjącą w symbiozie z grzybami). Rozmnażanie płciowe uzależnione jest od wody – plemniki przepływają z plemni do rodni. Po zapłodnieniu z rodni wyrasta sporofit, który usamodzielnia się i osiąga większe rozmiary od gametofitu. U wszystkich grup zaliczanych do paprotników podobnie przebiega proces wytwarzania zarodników, powstających po mejozie w specjalnych organach zwanych zarodniami. 

## Systematyka
Po wcześniejszym odłączeniu się linii rozwojowej widłaków, a później roślin nasiennych, pozostałe rośliny tworzą linię rozwojową oznaczaną bez rangi systematycznej lub jako gromadę pod nazwą Monilophyta. Poniżej podany jest jej podział systematyczny (taksony monofiletyczne):
- Klasa: psylotowe Psilotopsida
  - Rząd: nasięźrzałowce Ophioglossales
    - Rodzina: nasięźrzałowate Ophioglossaceae (incl. Botrychiaceae, Helminthostachyaceae)

  - Rząd: psylotowce Psilotales
    - Rodzina: psylotowate Psilotaceae (incl. Tmesipteridaceae)
- Klasa: skrzypowe Equisetopsida (=Sphenopsida)
  - Rząd: skrzypowce Equisetales
    - Rodzina: skrzypowate Equisetaceae
- Klasa: strzelichowe Marattiopsida
  - Rząd: strzelichowce Marattiales
    - Rodzina: strzelichowate Marattiaceae (incl. Angiopteridaceae, Christenseniaceae, Danaeaceae, Kaulfussiaceae)
- Klasa: paprociowe Pteridopsida (=Filicopsida, Polypodiopsida)
  - Rząd: długoszowce Osmundales
    - Rodzina: długoszowate Osmundaceae

  - Rząd: rozpłochowce Hymenophyllales
    - Rodzina: rozpłochowate Hymenophyllaceae (incl. Trichomanaceae)

  - Rząd: glejcheniowce Gleicheniales
    - Rodzina: glejcheniowate Gleicheniaceae (incl. Dicranopteridaceae, Stromatopteridaceae)
    - Rodzina: Dipteridaceae (incl. Cheiropleuriaceae)
    - Rodzina: Matoniaceae

  - Rząd: szparnicowce Schizaeales
    - Rodzina: Lygodiaceae
    - Rodzina: Anemiaceae (incl. Mohriaceae)
    - Rodzina: szparnicowate Schizaeaceae

  - Rząd: salwiniowce Salviniales
    - Rodzina: marsyliowate Marsileaceae (incl. Pilulariaceae)
    - Rodzina: salwiniowate Salviniaceae (incl. Azollaceae)

  - Rząd: olbrzymkowce Cyatheales
    - Rodzina: Thyrsopteridaceae
    - Rodzina: Loxomataceae
    - Rodzina: Culcitaceae
    - Rodzina: Plagiogyriaceae
    - Rodzina: Cibotiaceae
    - Rodzina: olbrzymkowate Cyatheaceae (incl. Alsophilaceae, Hymenophyllopsidaceae)
    - Rodzina: diksoniowate Dicksoniaceae (incl. Lophosoriaceae)
    - Rodzina: Metaxyaceae

  - Rząd: paprotkowce Polypodiales
    - Rodzina: Lindsaeaceae (incl. Cystodiaceae, Lonchitidaceae)
    - Rodzina: Saccolomataceae
    - Rodzina: Dennstaedtiaceae (incl. Hypolepidaceae, Monachosoraceae, Pteridiaceae)
    - Rodzina: Pteridaceae (incl. Acrostichaceae, Actiniopteridaceae, Adiantaceae, Anopteraceae, Antrophyaceae, Ceratopteridaceae, Cheilanthaceae, Cryptogrammaceae, Hemionitidaceae, Negripteridaceae, Parkeriaceae, Platyzomataceae, Sinopteridaceae, Taenitidaceae, Vittariaceae)
    - Rodzina: zanokcicowate Aspleniaceae
    - Rodzina: zachylnikowate Thelypteridaceae
    - Rodzina: rozrzutkowate Woodsiaceae (incl. Athyriaceae, Cystopteridaceae)
    - Rodzina: podrzeniowate Blechnaceae (incl. Stenochlaenaceae)
    - Rodzina: Onocleaceae
    - Rodzina: nerecznicowate Dryopteridaceae (incl. Aspidiaceae, Bolbitidaceae, Elaphoglossaceae, Hypodematiaceae, Peranemataceae)
    - Rodzina: Oleandraceae
    - Rodzina: dawaliowate Davalliaceae
    - Rodzina: paprotkowate Polypodiaceae (incl. Drynariaceae, Grammitidaceae, Gymnogrammitidaceae, Loxogrammaceae, Platyceriaceae, Pleurisoriopsidaceae)